# Vas Borghese
El Vas Borghese és un crater monumental en forma de campana esculpit a Atenes amb marbre pentèlic en la segona meitat del s. I ae, com un adorn de jardí per al mercat comercial de Roma; se'n trobaren dues versions, entre altres obres, en el naufragi de Mahdia, una galera de l'època de Sul·la. Ara és al Museu del Louvre de París.

## Vas original

### Iconografia
Amb una alçada d'1,72 m i un diàmetre d'1,35 m, el crater té un fris profund amb baixos relleus i un llavi superior decorat amb corbes convexes sobre una secció inferior aplatada, en què els caps dels sàtirs aparellats marquen la col·locació anterior d'anses de bucle; es troba sobre una tija estriada que s'estén amb un motiu cablejat al voltant de la base, en un pedestal octagonal.
El fris representa el thiasos, una comitiva bacanàlia extàtica acompanyant Dionís, cobert amb pell de pantera i tocant l'aulos, i Ariadna. Les figures que l'acompanyen, però, sovint han estat considerades sàtirs que no tenen ni les característiques comunes dels peus clavillats ni les cues equines, com es mostra en la ceràmica grega; algunes referències n'identifiquen les figures com silens. Les figures amb draps sovint s'han considerat mènades però clarament no ho són: les mènades són dones que acompanyen Dionís, però en el crater es representa una figura masculina vestida. Una de les figures es mostra ungida, típicament un acte simbòlic de divinitat, i això fa concloure que algunes de les figures són Apol·lo i Dionís rescatant Silé, que es mostra caient i buscant una gerra de vi vessada.

### Redescobriment

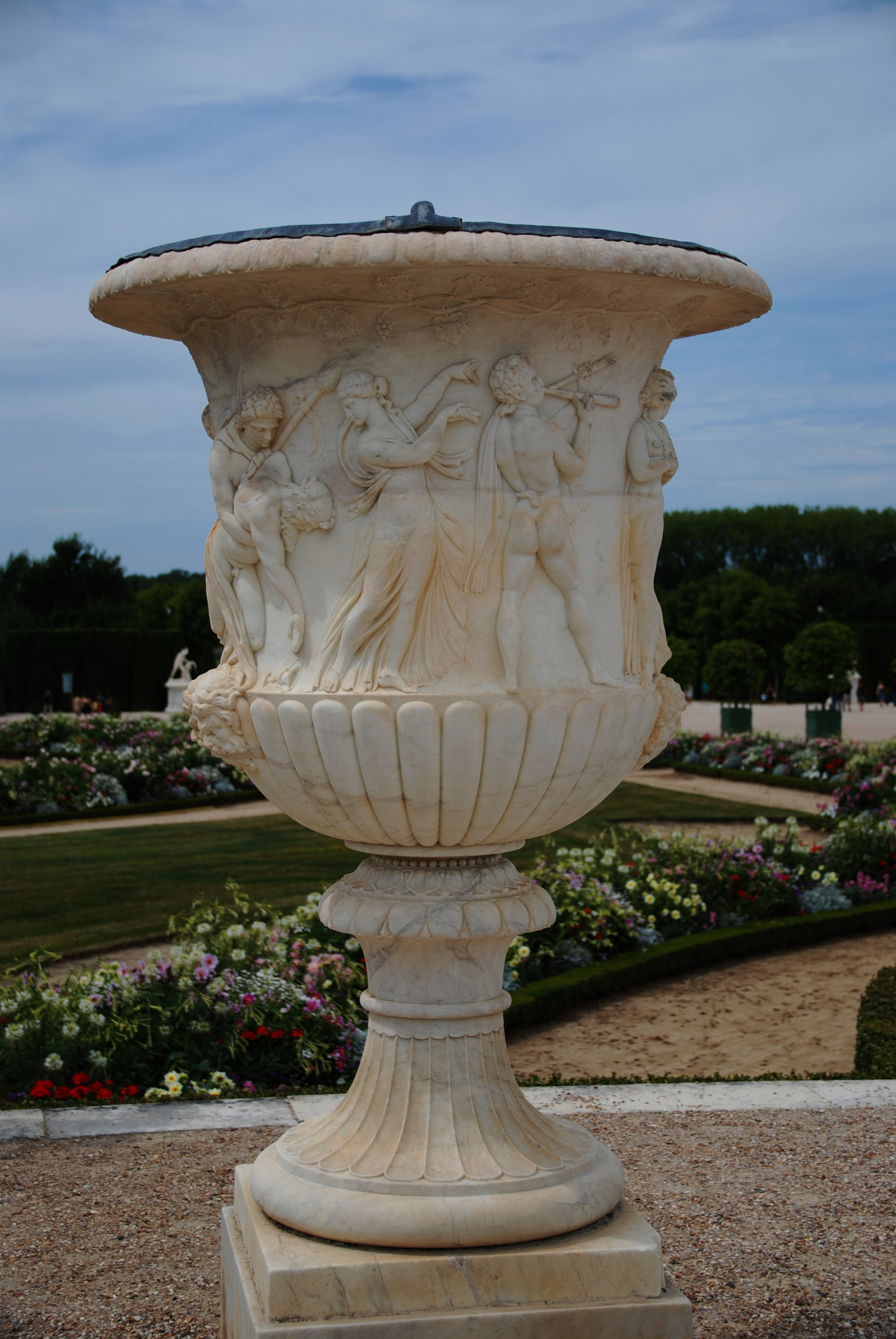
Crater dels jardins de Versalles

El vas es redescobrí en un jardí romà que ocupava part dels jardins de Sal·lusti, al 1566, i l'adquirí la família Borghese. Napoleó el comprà al seu cunyat Camillo Borghese, príncep de Sulmona, al 1808, i s'exhibeix al Museu del Louvre des de 1811.
En la il·lustració de Capriccio, Hubert Robert amplià el Vas Borghese fins a aconseguir un efecte dramàtic i el col·locà, en condicions atmosfèricament ruïnoses, a l'Aventí que domina el Colosseu, una posició que mai havia ocupat. Robert també el pintà en molts altres escenaris, inclosos els jardins de Versalles (L'entrée du Tapis Vert) amb Maria Antonieta i Lluís XVI.

## Còpies

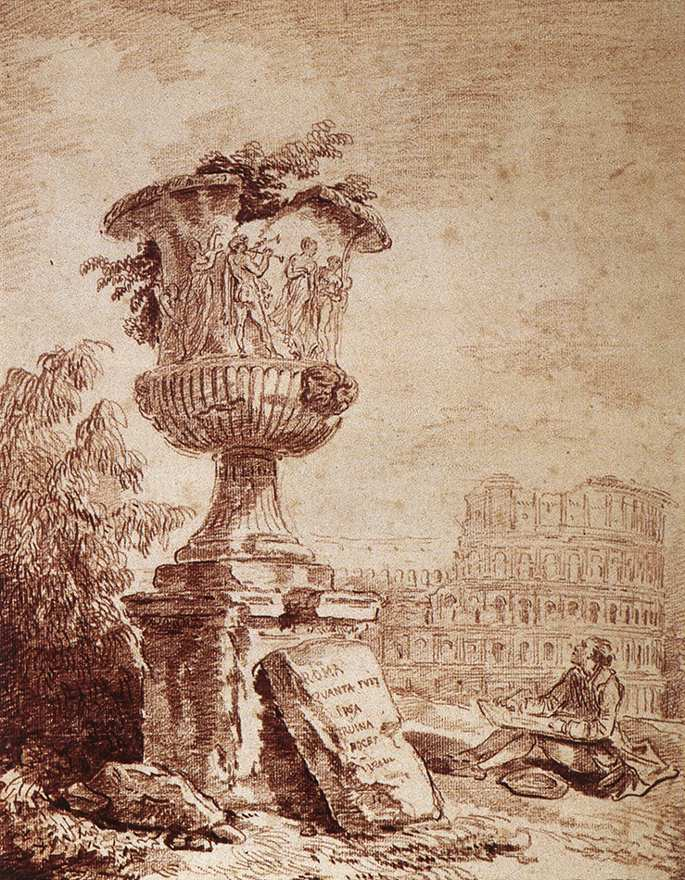
Capriccio: il·lustració del Vas Borghese per Hubert Robert, c.1775

Sovint aparellat per equilibrar el Vas Mèdici, lleument més petit, és un dels craters de marbre més admirats de l'antiguitat; les seues formes també satisfeien l'enfocament barroc i neoclàssic de l'art. Tres parells en copià el Bassin de Latone als jardins de Versalles; els parells d'alabastre són al Gran saló de Houghton Hall, Norfolk; i els de bronze a l'Osterley Park, Middlesex (Londres). En una escala reduïda, els craters es convertiren en uns admirables refredadors de vi en argent, o en argent daurat, com l'orfebre Paul Storr els va lliurar al príncep Jordi al 1808. John Flaxman basà un baix relleu en el fris del Vas Borghese, ara al Museu de Sir John Soane, Londres. Com a objectes decoratius han estat reproduïts durant el s. XIX, i són encara temes populars per a la imitació en bronze o porcellana, per exemple els tipus ceràmica de pedra de Coade, i jasperware de Josiah Wedgwood (c. 1790), que a més adaptà la forma del Vas Mèdici per als baixos relleus i hi afegí una tapadora i un pedestal de tambor neoclàssic.